# Weiße Frau von Bernstein

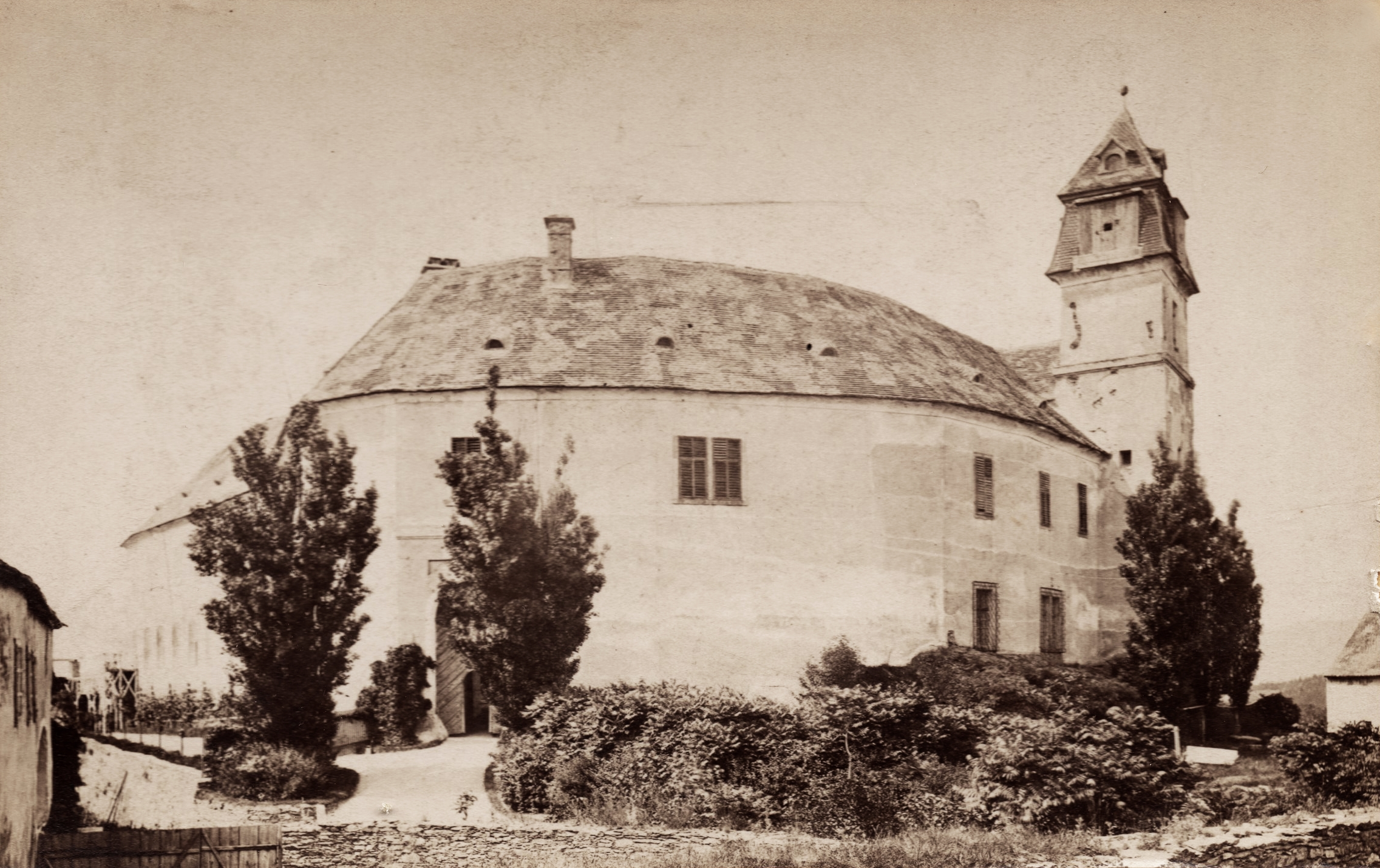
Burg Bernstein um 1870/1900. Zu dieser Zeit soll die Weiße Frau häufiger gesichtet worden sein.

Die Weiße Frau von Bernstein ist eine gespenstische Erscheinung auf der Burg Bernstein, über die seit dem 19. Jahrhundert wiederholt berichtet wurde.

## Sagen
Ein Buch von Erwemweig (1927) und eine Sagensammlung aus dem Burgenland (1931) geben an, dass die Weiße Frau von Bernstein seit 1859 beobachtet wurde. Im Jahr 1912 habe sie sich bei einem Fackelzug der Dorffeuerwehr vor der Familie des Schlossherrn und vielen Dorfbewohnern gezeigt. Knapp vor dem Ersten Weltkrieg soll sie oft erschienen sein und dann für längere Zeit zum letzten Mal im Jahre 1921. Die zierliche Frauengestalt mit wallendem Haar schmiegt die gefalteten Hände an die linke Wange und blickt traurig ins Leere. Sie trägt eine „párta“, einen diademartigen ungarischen Kopfschmuck, und ein weißer Schleier hüllt die ganze Erscheinung ein. Einige behaupteten, sie verdecke mit ihren Händen eine Halswunde oder den Griff eines Stiletts, das aus ihrem Hals hervorrage. Angeblich bittet die weiße Frau die Lebenden mit winkenden Gebärden, ihr zu folgen. Sie soll – meist in den Abendstunden – an verschiedenen Stellen des Schlosses erscheinen und gleichsam über die Treppen schweben. Zuletzt gelangt sie in die Kapelle, kniet betend vor dem Altar nieder und verschwindet sodann. Manchmal soll sie aus einem Saalfenster in den Schlosshof hinab geblickt haben.
Eine weitere Sage will den Ursprung des Spuks mit einem Mordgeschehen erklären: Danach hatte die Burg Bernstein im 16. Jahrhundert einen Schlossherrn aus dem Adelsgeschlecht der Iločki (ungarisch: Újlaki). Dieser hatte eine Italienerin zur Frau – was vielleicht die kleine Gestalt des Gespenstes erklärt – und überraschte diese einmal bei einem Seitensprung mit einem italienischen Geliebten aus ihrer Jugendzeit. Dem stieß er dafür einen Dolch ins Herz, während er seine untreue Frau in den viele Klafter tiefen Brunnen der Burg werfen oder im Rundturm an der nördlichen Basteiecke des Schlosses einmauern ließ.
Nach Erwemweig soll die Weiße Frau Katharina geheißen haben und wurde deshalb im Volksmund von Bernstein auch „Böse Kathl“ genannt. Eine Schriftstellerin brachte 1912 für sie den Namen Catalina Giovanna Frescobaldi auf, der seitdem gern übernommen wurde, so später bei Grabinski (1953) oder Mackay (2010). In einer alten Chronik ist jedoch nur die Rede davon, dass eine Catalina Giovanna Frescobaldi aus Florenz um 1485 einen ungarischen Edelmann geheiratet habe, aber seine Identifikation mit Lorenz von Ujlak auf Schloss Bernstein ist reine Spekulation. Zwar hieß Ujlaks Frau tatsächlich Katharina, stammte aber aus dem oberungarischen Geschlecht der Pongrácz von Szent-Miklós und überlebte ihren Mann.

## Untersuchung von 1929
Der Verleger und Gemeinderat Johannes Illig (1865–1935) aus Göppingen publizierte 1929 eine ernsthafte parapsychologische Untersuchung über die Weiße Frau von Bernstein, für welche er die bei Erwemweig abgedruckten zahlreichen Berichte und Zeugenaussagen auswertete. In Illigs Aufsatz sind auch drei Fotos der Weißen Frau abgedruckt. Zwei andere Fotos der Weißen Frau von 1913 wurden ursprünglich von Erwemweig publiziert und sind heute auch im Buch von Bieberger et al. sowie in einem Aufsatz von Zahlner abgedruckt, zeigen aber aufgrund der damaligen unausgereiften Fototechnik wenig Details außer einem hellen Umriss.
Nach Erwemweig und Illig stammen die ersten Berichte über die Weiße Frau von 1899/1900. Nur vom Hörensagen heißt es, dass sich die Weiße Frau bereits in den Kriegsjahren 1859, 1864 und 1866 öfters im Schloss gezeigt habe. Als typisches Beispiel für eine Sichtung der Weißen Frau kurz vor dem Ersten Weltkrieg sei aus dem Bericht der Baronin R. H. zitiert, die am 16. Juni 1912 die Weiße Frau gesehen hatte:
„Es war ein Viertel auf 11 Uhr abends […] Beim Betreten des Hofausgangstores blickte ich nach links gegen die Halle, wo die große Steinstiege ist. Es war stockfinster; eben wollte ich mich abwenden, als plötzlich das Stiegenhaus ganz hell wurde. […] Das Licht war stark gelb und vollkommen ruhig. Das Steingeländer des Mitteltraktes war beleuchtet und die Wand bis hoch hinauf sehr hell. Nach einigen Sekunden entstand in diesem Lichte eine Gestalt. Ich glaubte, es sei ein Scherz, um mich zu schrecken. Bis dahin hatte ich ganz ruhig hingesehen, doch während ich die Gestalt betrachtete und sie ganz deutlich langsam von Stufe zu Stufe steigen sah, kam ganz plötzlich, wie von außen, eine Lähmung über mich und das furchtbare Gefühl, etwas Uebernatürliches zu sehen […] Ich hatte nie an Geister geglaubt, in diesem Augenblick war es wie eine Offenbarung: Das gibt es! Die Gestalt war nicht groß und machte den Eindruck eines jungen, schlanken, anmutigen Wesens; sie war deutlich und plastisch, aber doch duftiger und ihr Gang schwebender als bei einer wirklichen Person. Die ganze Gestalt war in einen feinen weißen Schleier gehüllt, ich sah keine weiteren Details. Nirgends an der Gestalt oder Wand war ein Schatten, alles Licht in Licht, am leuchtendsten die Figur. […] Am Ende der Treppe verschwand oder zerfloß die Erscheinung. […]“
Nach Illig handelte es sich bei der Weißen Frau von Bernstein um echten und zwar um sogenannten ortsgebundenen Spuk. Illig resümiert:
„Man könnte an ein betrügerisches Possenspiel oder an endemisch auftretende Halluzinationen denken, aber dagegen spricht nicht nur der lange Beobachtungszeitraum und das Gewicht der von den verschiedenartigsten Personen stammenden übereinstimmenden Zeugnisse, sondern vor allem auch die […] Eigenart der Nebenumstände. Wenn die Erscheinung eine verkleidete menschliche Gestalt gewesen wäre, dann wäre sie gewiß ihren Häschern, die […] nach ihr griffen, doch einmal in die Hände gefallen. Wäre sie aber ein aus irgendeinem Schlupfwinkel herausprojiziertes Lichtbild gewesen, so wäre ihr Erscheinen nicht von einem knisternden Rauschen wie von schleppenden Seidenkleidern oder von einem kalten Luftzug hegleitet gewesen. Gerade diese Nebenumstände aber, die gegen betrügerische Manipulationen sprechen, sind sehr häufig beobachtete Merkmale des örtlich gebundenen Spuks.“ […] „Aus dem, was uns von ihr berichtet wird, geht deutlich hervor, daß die „Weiße Frau“ ein klares und volles Sinnesbewußtsein nach menschlicher Art nicht haben kann. Denn die Umwelt, wenigstens die sinnlich wahrnehmbare, hat auf ihr Verhalten keinen wesentlichen Einfluß. Sie benimmt sich, als ob diese nicht vorhanden wäre. Zwar benutzt sie zu ihrer Fortbewegung die Türen, Treppen und Gänge des Schlosses, sie findet auch den Altar der Hauskapelle, um vor ihm niederzuknien, aber die Menschen gewahrt sie anscheinend nicht oder sie sind für sie, wie wenn sie nicht vorhanden wären. Sie gibt auf Fragen keine Antwort, nicht einmal ein Zeichen, ja es kam sogar vor, daß jemand, der unversehens gegen sie anrannte, durch sie hindurchlief, ohne einen Widerstand zu empfinden. Sie scheint, wie eine Zeugin sich ausdrückt, „rührend hilflos“ zu sein. Nur wenn sie verfolgt wird, oder wenn man ihr sonst unfreundlich begegnet, z. B. nach ihr schießt, verschwindet sie entweder ganz oder für Augenblicke. Zwei Zeugen, von denen der eine sie verfolgte und in leichtfertigem Tone anrief, der andere mit ihr zusammengestoßen war, berichten, daß sie sich nach ihnen umdrehte, und sie — oder wenigstens den ersteren — mit einem starren Blick ansah, aber gewissermaßen durch ihn hindurch ins Leere. Das macht den Eindruck, als ob sie gewisse menschliche Gemütserregungen, […] besonders solche von unsympathischer Art, auf irgendeine Weise empfände und auf sie reagierte, aber nicht wie ein wachbewußter Mensch […]. Auch wenn sie eine Handbewegung machte, wie wenn sie winken oder drohen wollte, war diese Bewegung so unbestimmt, daß die in Betracht kommenden beiden Zeugen nicht in der Lage waren, mit Sicherheit zu bekunden, welchen Sinn sie hatte oder ob sie überhaupt einen Sinn hatte.“ […] „Sie lebt, eingesponnen in irgendeinen Traum oder Wahn, auch nach Ablegung ihres grobstofflichen Körpers, ihr Trieb- und Wunschleben unbekümmert um ihre Umwelt, weiter, kniet am Altar der Hauskapelle nieder, wandert durch die Gänge und Zimmer, zeigt sich im Hof und benimmt sich bei alledem nicht wie jemand, der eine deutliche Kenntnis seiner Umwelt hat, sondern wie ein Träumer oder Nachtwandler“.
Als Reaktion auf Illigs Untersuchungen verfasste der General Josef Peter in demselben Jahr 1929 einen ergänzenden Bericht über die Weiße Frau von Bernstein; auch er ging von echtem Spuk aus. Vereinzelte spätere Sichtungen der Weißen Frau werden bis ins Jahr 1990 berichtet.